# کبوترخانه پادگان
کبوتر خانه پادگان مربوط به دوره قاجار است و در عجب شیر، کیلومتر ۲ جاده پادگان کبوترخانه واقع شده و این اثر در تاریخ ۲۸ شهریور ۱۳۸۶ با شمارهٔ ثبت ۱۹۵۸۲ به‌عنوان یکی از آثار ملی ایران به ثبت رسیده است.